# Bell-Insel
Die Bell-Insel (russisch Остров Белл, Ostrow Bell) ist eine unbewohnte Insel des zu Russland gehörenden arktischen Franz-Josef-Lands.

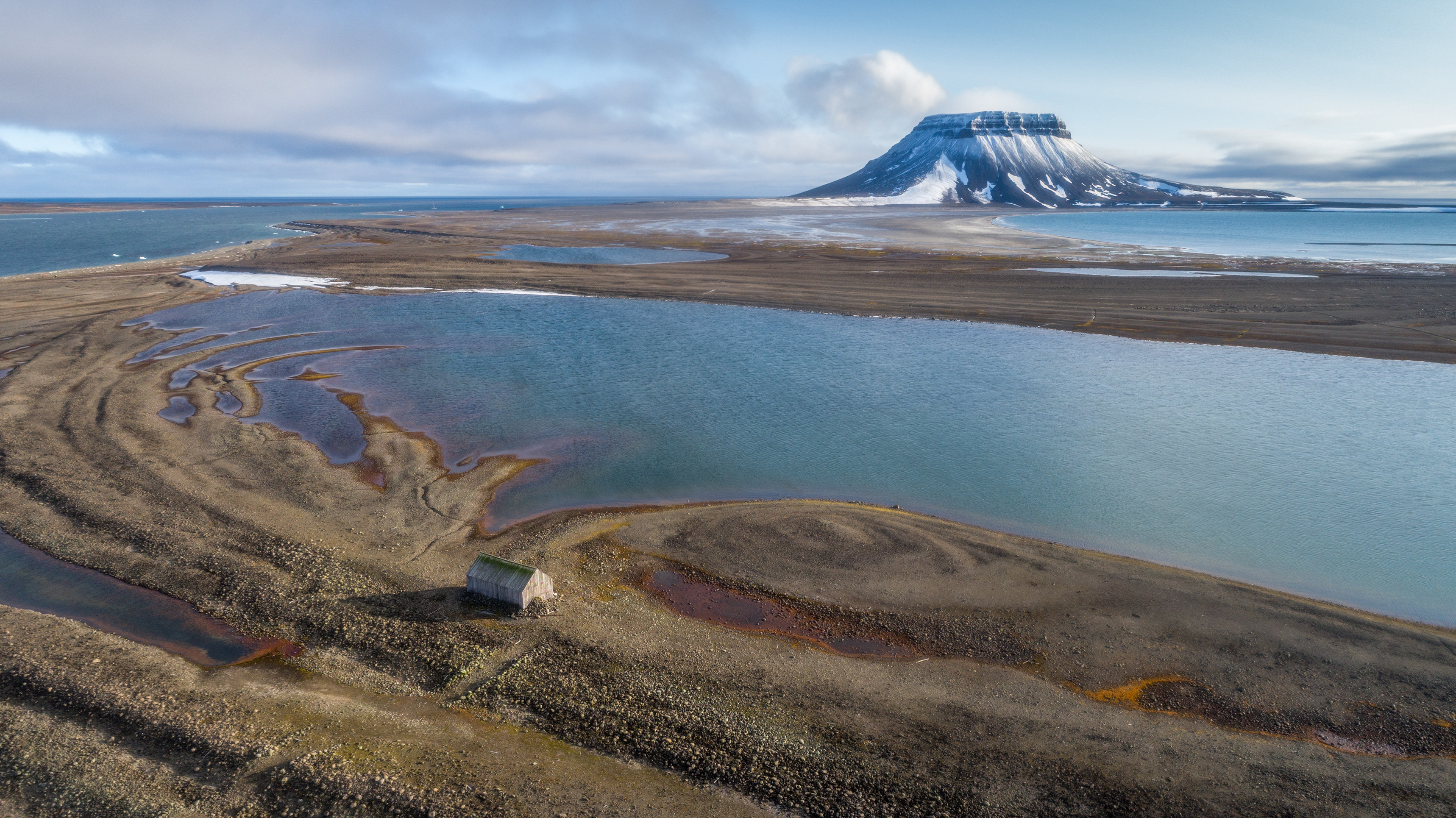
Bell-Insel mit der Eira Lodge Benjamin Leigh Smiths

Sie liegt am westlichen Südrand des Archipels. Von der Mabel-Insel ist sie durch die nur 800 m breite Eira-Straße getrennt. Beide Inseln grenzen im Nordwesten an die Nightingale-Straße. Die Bell-Insel ist etwa 10 km² groß und hat die ungefähre Form eines Hufeisens. Die große Nielsen-Bucht im Inneren öffnet sich nach Westen. Ein markanter Berg im Süden ist 343 m hoch. Der Norden der Insel ist jedoch flach und erhebt sich nicht höher als 21 m über das Meeresniveau. Die Insel ist nicht vergletschert.
Die Bell-Insel wurde am 18. August 1880 von Benjamin Leigh Smith entdeckt, der sie nach der Form ihres Bergs benannte, der ihn an eine Glocke erinnerte. Da der britische Polarforscher viele geographische Objekte nach nahen Verwandten benannte, kann man auch ein Wortspiel mit dem Namen seiner Schwester Isabella (1830–1873) vermuten. Leigh Smith errichtete an der Nordspitze der Bell-Insel ein Fertighaus, das ihm auf seiner nächsten Expedition als Quartier dienen sollte und nannte es Eira Lodge. 1881 erreichte er das Haus jedoch nicht, da sein Schiff Eira vom Eis eingeschlossen und zerdrückt wurde. Dafür nutzte es Frederick Jackson 1897 auf einer Entdeckungstour in den Westen Franz-Josef-Lands. Die Eira Lodge steht noch heute und ist das älteste Gebäude des Archipels.
Am 18. Juli 1914 erreichten einige Überlebende der Brussilow-Expedition um Walerian Albanow die Insel, indem sie von Kap Grant auf Prinz-Georg-Land herüberpaddelten. Der dänisch Matrose Holger Nielsen starb in der folgenden Nacht und wurde auf der Bell-Insel begraben.